# Temple gallo-romain de la forêt d'Halatte
Le temple gallo-romain de la forêt d'Halatte est situé en plein cœur de la forêt d'Halatte sur la commune d'Ognon, près de Senlis. 

## Histoire
Le temple votif de guérison fut érigé vers le milieu du Ier siècle. Il fut édifié sur le site d'un ancien lieu de culte celtique, qui avait fait l'objet d'un dépôt de fondation caractéristique constitué d'une tête coupée, d'un récipient et de monnaies celtiques (qui n'avaient plus cours), comportant un mégalithe en grès et d'une construction en bois entourée de palissades. Le temple romain fut abandonné au début du Ve siècle, c’est-à-dire au début de l'ère de la christianisation. L'édifice fut alors utilisé comme carrière de pierres, puis recouvert par la forêt. 
Les objets découverts au cours de fouilles : pièces de monnaie, ex-voto, fibules, bagues, objets de parure, mais aussi des ossements d'animaux, attestent qu'il y a eu sur ce site des offrandes d'une population gallo-romaine fervente et assidue. 
Les vestiges visibles sur le site sont les fondations des murs jusqu'à une hauteur de 0,5 m à 1 m environ, qui permettent d'apprécier l'étendue du temple. Les ruines du temple sont en accès libre.
Le temple dans son intégralité fait l’objet d’une inscription au titre des monuments historiques depuis le 14 septembre 2007.

## Fouilles archéologiques

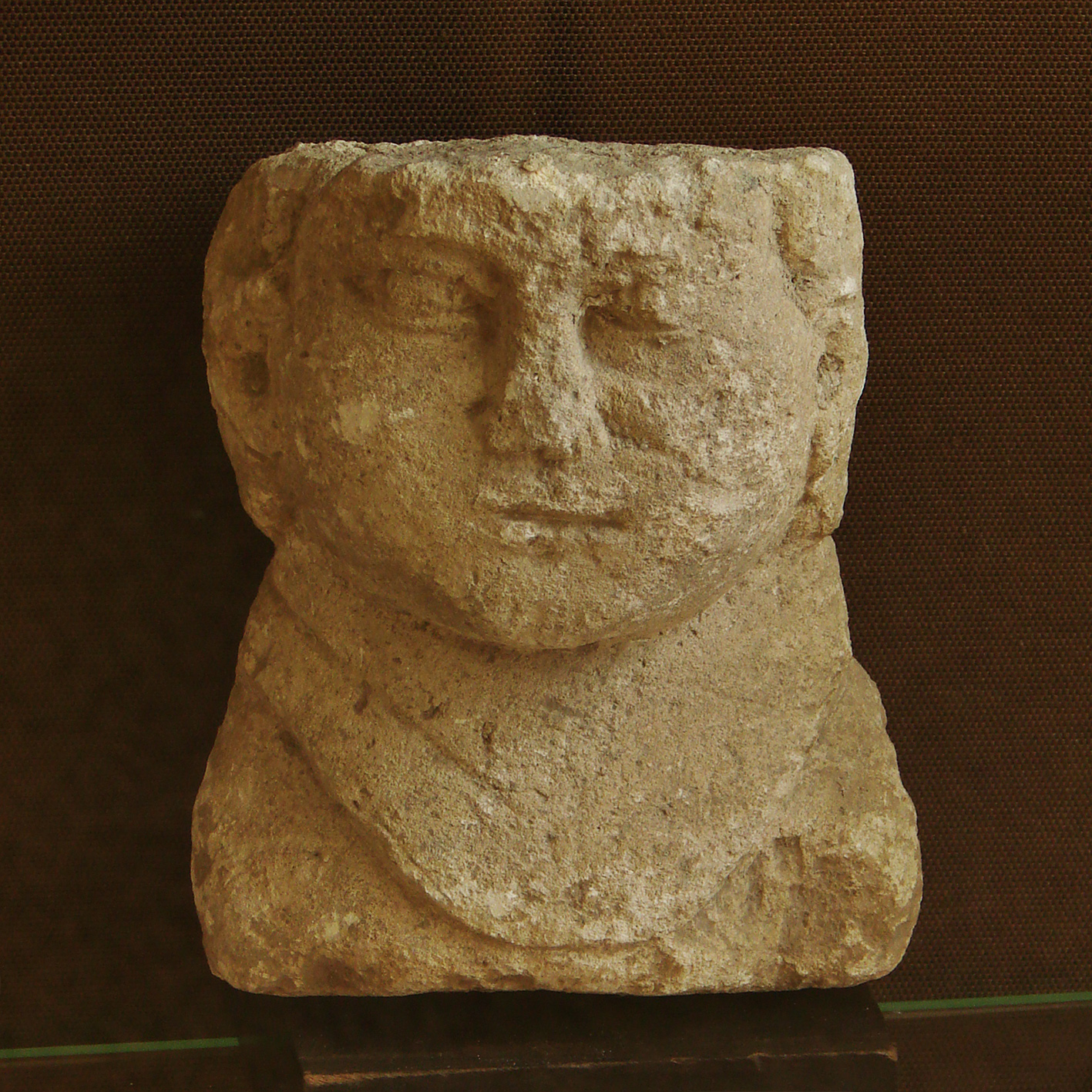
Ex-voto

Il fut fouillé entre 1873 et 1874, puis entre 1996 et 1999. Les objets découverts au cours de ces fouilles (pièces de monnaie, ex-voto, fibules, bagues, objets de parure) sont exposés au musée d'Art et d'Archéologie de Senlis. 42 monnaies gauloises et plus de mille monnaies romaines, en bronze pour la plupart, ont été récupérées, allant de Tibère à Gratien et Magnence.